# Florowo
Florowo – zwyczajowa i historyczna nazwa osady typu folwark, na terenie wsi Luchowo w Polsce położonej w województwie wielkopolskim, w powiecie pilskim (dawniej powiat Wyrzysk), w gminie Łobżenica.
Pod koniec XIX wieku folwark liczył 3 domostwa i 33 mieszkańców. Wyznania katolickiego było 19 spośród nich, protestanckiego zaś – 14.
Folwark oznaczony na mapach jako dwór.
W okresie międzywojennym własność Kościoła katolickiego o obszarze 182 ha, gdzie dzierżawcą był Jan Jachecki, późniejszy właściciel tego majątku.